# 加達林湖
加達林湖（英語：Gadarene Lake），是南極洲的湖泊，位於帕爾默地西岸，處於喬治六世海峽，長2公里，在1948年由英國探險隊發現和測量，現時由南極條約體系管理。

## 外部連結
. . United States Geological Survey.   [2012-04-14].
71°24′S 67°35′W / 71.400°S 67.583°W